# Nevada Solar One

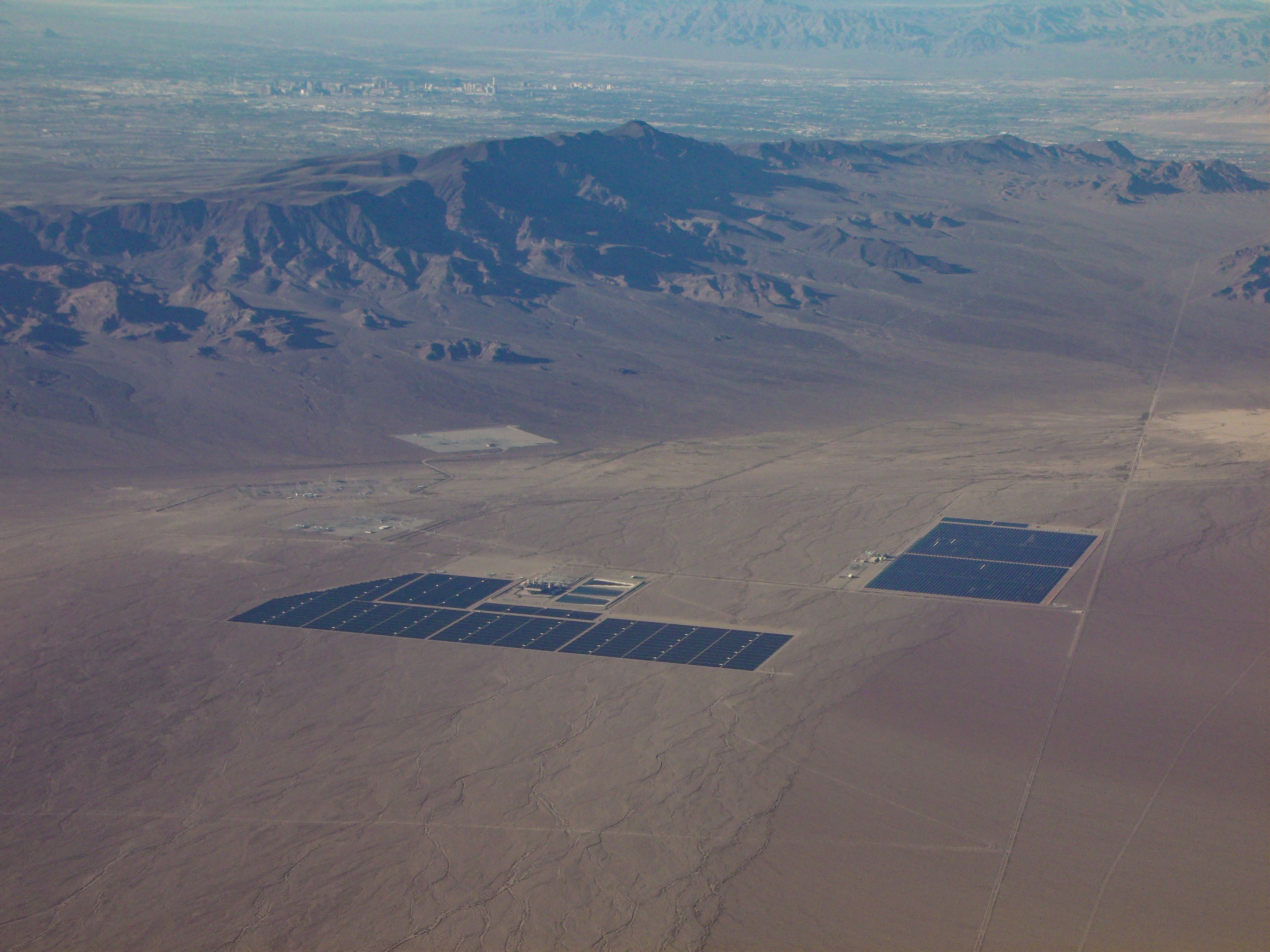
Una fotografía de Nevada Solar One (a la derecha), y Copper Mountain Solar 1 (a la izquierda): tomada desde un avión comercial en otoño de 2011.

El Nevada Solar One es un parque de energía solar que se construye en el estado de Nevada, Estados Unidos.
Este parque, construido por Acciona, será el tercer parque solar más grande del mundo, y el de mayor potencia implementada en los últimos 15 años, con 64 MW.
Está previsto que el parque comience a producir electricidad durante el año 2007.